# المسيحية المجردة
المسيحية المجردة كتاب لاهوتي من [[سي. إس. لويس]]، تم تعديله من مسلسل محادثات على راديو بي بي سي بين 1941 و1944، عندما كان لويس في أوكسفورد أثناء الحرب العالمية الثانية. تعتبر المسيحية المجردة عملاً كلاسيكياً في مجال الاعتذاريات المسيحية، وتمت طباعة نصوص الإذاعات أصلاً في ثلاثة كتيبات: القضية للمسيحية (1942), السلوك المسيحي (1944), وما وراء الشخصية (1944). وتلقى لويس الدعوة لتقديم الإذاعات من جيمز ويلتش، الذي كان مدير البث الديني لبي بي سي وكان قد قرأ كتاب لويس مشكلة الألم (1940).

## أطروحة
اعتزم لويس، ولذي كان أنجليكانيًا، أن يصف الأرضية المشتركة المسيحية. وفي المسيحية المجردة، كان يهدف إلى تجنب الخلافات ليشرح التعاليم الأساسية للمسيحية، من أجل الناس بتعليم بسيط ومفكري جيله، الذين ضاع لهم المعنى الأصلي لمصطلحات اللاهوت المسيحي الرسمي.

## القضية للمسيحية
يقضي لويس معظم وقته دفاعاً عن الإيمان المسيحي على أساس الحجة من الأخلاق، الأمر الذي حوله من الإلحاد إلى المسيحية. ويبني قضيته على الناموس الأخلاقي، أي قانون الخير والشر الذي يعرفه كل الناس، مشيراً إلى مثال مذبحة الهولوكوست، فاعتبر حتى الملحدون أفعال هتلر غير أخلاقية. وعلى صعيد دنيوي، من المقبول بشكل عام أن السرقة مخالفة للقانون الأخلاقي. فيقول لويس إن القانون الأخلاقي مثل قوانين الطبيعة في أن لم يخترعه الناس. ولكنه يختلف عن قوانين الطبيعة في أنه قابل للمخالفة والتجاهل، وأنه يعرف بالحدس ولا بالرصد. وبعد تقديم القانون الأخلاقي، يقول لويس إن العطش يعكس حقيقة أن الناس بحاجة طبيعية إلى الماء، ولا يوجد مادة أخرى تلبي تلك الحاجة. ويشير لويس إلى أن التجربة الدنيوية لا ترضي شغف الإنسان للفرح والله وحده قادر على ذلك. فالناس لا يتوقون إلى شيء ما لم يوجد في الواقع.
بعد أن يذكر أسباب تحوله إلى الإيمان بالله، يحلل لويس مفاهيم الله المنافسة للمسيحية. ويستنتج أن وحدة الوجود متفككة، والإلحاد أبسط من المطلوب. وفي نهاية المطاف، يصل إلى يسوع المسيح، ويذكر الحجة المشهورة المعروفة بثلاثي معضلة لويس. في محاولته إثبات زعم يسوع كونه الله، يستخدم لويس المنطق لتقديم ثلاث إمكانيات: إما كان الله حقاً، أو كان يكذب عمداً، أو لم يكن الله مع تصور نفسه إياه (ما يجعله مجنوناً على الأرجح). ويستطرد الكتاب قوله إن أخيري الإمكانيات لا يتمشيان مع شخصية يسوع وكان على الأرجح يقول ألحق.
يقول لويس إن من أجل فهم المسيحية، يجب فهم القانون الأخلاقي، الذي البنية التحتية للكون و«صلب مثل المسامير.» وما لم يتم فهم الفزع الذي يأتي من فشل الإنسان في الحفاظ على القانون الأخلاقي، لا يمكن فهم مجيء المسيح وعمله. إن الله الخالد الذي مصدر القانون يأخذ الأولوية على الشيطان الذي خلقه الله، والذي تمرده وراء كل الشر. ويتم تقديم موت وقيام المسيح كالطريقة الوحيدة التي تصبح بها جهود الناس للخلاص من الخطايا كافية في عيون الله.
يقول لويس إن الله «صار إنسانًا» في المسيح، حتى يستطيع البشر أن «يندمج مع طبيعة الله» ويفسح المجال للتكفير الكامل. ويضرب لويس عدة أمثال لشرح هذا المفهوم التجريدي: إن يسوع دفع الغرامة لجريمة، وسدد دينًا، وساعد البشر في الخروج من حفرة. ولكن نقطته الرئيسية هي أن الخلاص غير مفهوم بحيث لا يمكن تقديره تمامًا، ويحاول لويس أن يشرح أن كيفية تكفير الله عن الخطيئة ليست مهمة كحقيقة التكفير.

## السلوك المسيحي
يتطرق الثلث التالي إلى الأخلاق الناتجة من الإيمان المسيحي. ويشير لويس إلى الفضائل الرئيسية الأربع: التعقل، العدالة، الاعتدال، والثبات. وبعد هذا، يستطرد قوله بالفضائل اللاهوتية: الرجاء، الإيمان، والمحبة. كما يوضح أن الأخلاق تتكون من ثلاث طبقات: العلاقات بين الإنسان والإنسان، ودوافع ومواقف الإنسان ذاته، والنظرات العالمية المتناقضة.
وكذلك يغطي لويس مواضيع مثل العلاقات الاجتماعية والعفو، الأخلاق الجنسية ومبادئ الزواج المسيحي، والعلاقة بين الأخلاق والتحليل النفسي. كما يكتب عن «الخطيئة العظمى»: الكبرياء، الذي يقول إنه ألسبب الجذري وراء كل الشر والتمرد.
نقطته الأهم هي أن المسيحية تتطلب أن «تحب قريبك مثل نفسك.» ويشير إلى أن المسيحيين يجب أن يحبوا أنفسهم. وحتى لو لم يعجب نفسه، إلا أن المرء سيهتم بمصالحه الخاصة. ويقول لويس إنه يجب على المسيحيين أن يطبقوا هذا على الآخرين، حتى ولو لم يعجبوهم. ويدعو لويس هذا أحد «الأسرار الكبرى»: عندما يتصرف المرء وكأنه يحب الناس، فإنه سيحبهم حقاً.

## تأثير الكتاب الثقافي
في 2006, وضعت المجلة الأمريكية كريستيانتي تودي (المسيحية اليوم) المسيحية المجردة في المركز الثالث في قائمة أكثر الكتب تأثيراً بين المسيحيين الإنجيليين منذ 1945.
إن المسيحية المجردة ذات نفوذ وموضع إعجاب عبر طيف المسيحيين المؤمنين بالثالوث، ما قد يدل على نجاح المؤلف في هدفه للتعبير عن اللاهوت فيما يتجنب الخلافات الكثيرة.